# Mas Corbera
El Mas Corbera és un mas que hi ha al terme municipal d'Espolla a uns 3 km al nord del nucli urbà, relativament proper a la carretera que mena a Banyuls de la Marenda i la confluència del riu Orlina i de la riera de Freixe. El mas formava part del terme de Baussitges, havia estat propietat del marquès de Camps i fou venut durant la dècada de 1980. Des de llavors que és el centre d'una explotació bàsicament ramadera, amb bestiar boví i porcí, i també agrícola i forestal. El mas està restaurat i està habitat permanentment.